# 精兵簡政
精兵簡政（せいへいかんせい）は、中国共産党によって行われていた政策。1941年の抗日戦争を遂行していた中国共産党は、精兵簡政という組織を簡素化させて人員を精鋭にするという政策を行っていた。文化大革命の時期にも再び行われていた。

## 概要
1940年に八路軍が行っていた戦争では日本軍の拠点に大きな損害を与えたが、八露軍の損失はそれ以上に大きかった。これには戦争の規模に対して供給能力が足りていないことが指摘される。そして共産党の支配領域は減少した。それから精兵簡政を行うことにして、軍と政治の人員削減に着手した。兵士を生産に従事する民兵としたことで共産党が扶養する兵士の数を減らすことができた。兵士向けの費用を減らすことができて、公の物を消費しなくなり、浪費と負担を減らすことができた。防衛を民兵に依存することにしていた。